# Свинарник (фільм)
«Свинарник» (італ. «Porcile») — фільм-притча П'єра Паоло Пазоліні 1969 року.

## Сюжет
У фільмі два паралельних сюжети.
Перший відбувається у сучасній Німеччині. Юліан (Жан-П'єр Лео), син багатого німецького промисловця Клотца з Рура (Альберто Ліонелло), відчуває патологічний потяг до свиней. Вони для нього є набагато привабливішими, ніж його наречена Іда (Анна Вяземскі). Врешті-решт свині з'їдають скотоложця.
Другий сюжет відбувається в «таємничій міфічній пустелі, невідомо коли і де. Пустеля — зриме вираження абсолюту, позаісторичного часу. «„Позаісторичність“ розповіді про те, що відбувається в пустелі — умисна, така, що пояснюється історичністю німецького сюжету, і навпаки». Молодий ізгой живе в пустелі. Він людожер, причому першою жертвою став його власний батько. У пустелі він їсть ще живих тварин, вбиває і поїдає людей. Вже спійманий, він кілька разів повторює: «Я убив свого батька, їв людське м'ясо і тремчу від радості». Сам Пазоліні відмічав, що у цьому фільмі канібалізм не реальний, а символічний, як вираження крайньої міри протесту..

## Актори
| Актор             | Роль           |
| ----------------- | -------------- |
| П'єр Клементі     | людожер        |
| Жан-П'єр Лео      | Юліан          |
| Альберто Ліонелло | Клотц із Рура  |
| Уго Тоньяцці      | Хердхітце      |
| Анна Вяземські    | Іда            |
| Маргарита Лосано  | пані Клотц     |
| Марко Феррері     | Ганс Гюнтер    |
| Франко Чітті      | другий людожер |
| Нінетто Даволі    | Мараккйоне     |

## Цікаві факти
- Одну з ролей у фільмі зіграв Марко Феррері — відомий режисер.